# Alan K. Simpson

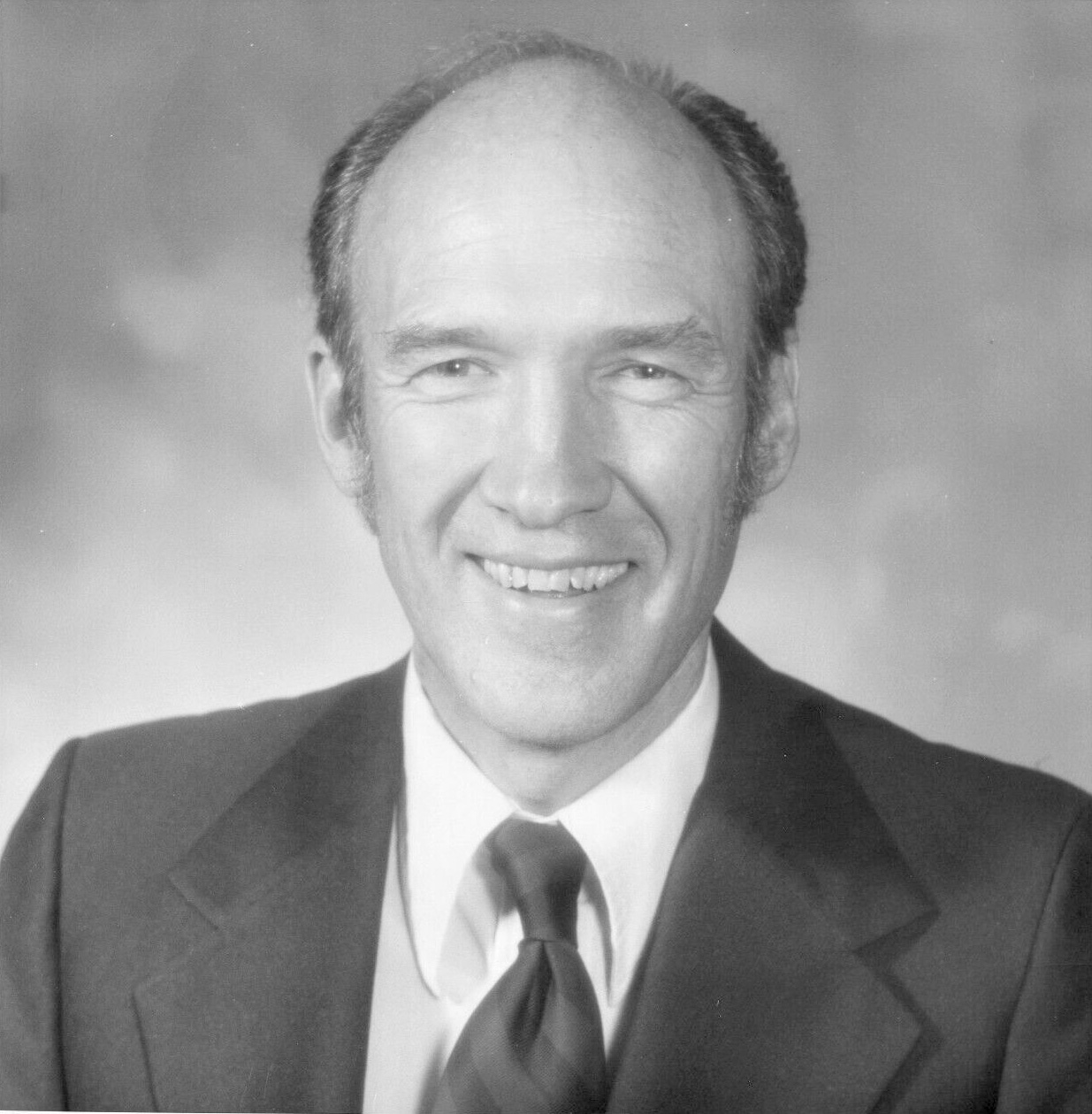
Alan Kooi Simpson

Alan Kooi Simpson (* 2. September 1931 in Denver, Colorado; † 14. März 2025 in Cody, Wyoming) war ein US-amerikanischer Politiker und Senator der Republikanischen Partei.

## Leben
Alan Kooi Simpson war der Sohn des Senators Milward Lee Simpson. Nach dem Abschluss an der Cranbrook School in Bloomfield Hills studierte Simpson an der University of Wyoming in Laramie und besuchte nach seinem Abschluss 1954 und einem zweijährigen Dienst in der United States Army die Law School der University of Wyoming. Er heiratete 1954 Susan Ann Schroll, mit der er drei Kinder hatte.
1958 wurde er in die Anwaltschaft aufgenommen und praktizierte in Cody. Von 1964 bis 1977 war Simpson Abgeordneter im Repräsentantenhaus von Wyoming, bevor er als Republikaner am 7. November 1978 in den US-Senat gewählt wurde und dort von 1979 bis 1997 den Bundesstaat Wyoming als Senator vertrat. Von 1985 bis 1995 übte er dabei im Senat die Rolle des Whip für die republikanische Partei aus.
Er trat dann nicht mehr zur Wiederwahl an und arbeitete wieder als Anwalt, sowie als Dozent. Er war 2006 Mitglied der Baker-Kommission. Gemeinsam mit Erskine Bowles war er 2010 Ko-Vorsitzender der National Commission on Fiscal Responsibility and Reform, das sich im Dezember des Jahres nicht auf einen Abschlussbericht einigen konnte und damit folgenlos blieb. Ferner engagierte sich Simpson auch für die Verringerung von US-Wahlkampfausgaben sowie zeitlebens für die Rechte von Homosexuellen.

## Auszeichnungen
- 2022: Presidential Medal of Freedom

## Einzelnachweis
1. ↑  Former US Sen. Alan Simpson dies at age 93. In: fox21news.com. 14. März 2025, abgerufen am 14. März 2025 (englisch).

| Personendaten    | Personendaten                                        |
| ---------------- | ---------------------------------------------------- |
| NAME             | Simpson, Alan K.                                     |
| ALTERNATIVNAMEN  | Simpson, Alan Kooi                                   |
| KURZBESCHREIBUNG | US-amerikanischer Politiker (Republikanische Partei) |
| GEBURTSDATUM     | 2. September 1931                                    |
| GEBURTSORT       | Denver, Colorado, Vereinigte Staaten                 |
| STERBEDATUM      | 14. März 2025                                        |
| STERBEORT        | Cody, Wyoming                                        |